# Jimmy Soul
Jimmy Soul geboren als James McCleese (Weldon, 24 augustus 1942 - New York, 25 juni 1988), was een Amerikaanse popzanger. Hij wordt het best herinnerd voor zijn nummer één hit If You Wanna Be Happy uit 1963.

## Jeugd
Reeds in zijn jeugd was McCleese als kinderpredikant en gospelmuzikant bezig. Hij was lid van het kerkkoor en bij verschillende gospelgroepen. Hij toerde door de zuidelijke staten met The Nightingales, waarbij hij de bijnaam The Wonder Boy kreeg.

## Carrière
In 1962 kwam hij in beeld bij de muziekproducent Frank Guida, die tijdens zijn verblijf in Trinidad de calypsomuziek had ontdekt en met zijn hoofdact Gary U.S. Bonds enkele twistplaten had opgenomen. Voor een twistversie van Matilda, een in de versie van Harry Belafonte bekend geworden calypso-klassieker, zocht hij nu een zanger. James McCleese nam Twistin' Matilda op onder de artiestennaam Jimmy Soul en bereikte daarmee de 22e plaats van de Amerikaanse hitlijst.
Verdere opnamen bleven echter zonder succes, maar in 1963 nam hij een gewijzigde versie op van de song Ugly Woman van de Trinidadse muzikant Roaring Lion. De ongewone tekst en de eenvoudige, vrolijke melodie maakten van de song If You Wanna Be Happy een enorm succes. Er werden meer dan een miljoen exemplaren van verkocht en plaatste zich aan de top van de pophitlijst. Ook in Groot-Brittannië werd het nummer een top 40-hit. Het daaropvolgende album was niet succesvol en Jimmy McCleese ging vooreerst onder militaire dienst. In de daarop volgende jaren bleef hij als zanger en entertainer werkzaam, maar in de hitlijst kwam hij niet meer voor.

## Overlijden
Jimmy Jones overleed in 1988 op 45-jarige leeftijd aan de gevolgen van een hartinfarct.

## Discografie

### Singles
- 1962: Twistin' Matilda (And the Channel)
- 1963: If You Wanna Be Happy
- ####: Treat 'Em Tough
- ####: A Woman Is Smarter in Every Kinda Way

- International Standard Name Identifier: 0000 0000 4235 5126
- Library of Congress Control Number: no98033800
- MusicBrainz: 205f301c-6972-427d-b8f3-375eb5b27f60
- Virtual International Authority File: 78392205
- WorldCat: E39PBJghqmwtvMWVKFJdKmkbh3